# Харитонова, Ольга Федотовна
О́льга Федо́товна Харито́нова (11 февраля 1947, Ружбеляк, Куженерский район, Марийская АССР, РСФСР, СССР — 18 ноября 2021, Йошкар-Ола, Марий Эл, Россия) ― советская и российская актриса театра. Актриса Марийского театра драмы им. М. Шкетана (1969–2015). Народная артистка Республики Марий Эл (2000), заслуженная артистка Республики Марий Эл (1995).

## Биография
Родилась 11 января 1947 г. в дер. Ружбеляк ныне Куженерского района Марий Эл.
В 1969 году окончила дирижёрско-хоровое отделение Музыкального училища им. И.С. Палантая в Йошкар-Оле. По окончании училища весной 1969 года была принята в труппу Марийского театра драмы им. М. Шкетана, где проработала вплоть до выхода на заслуженный отдых в 2015 году.
В 1995 году стала заслуженной артисткой Республики Марий Эл, а в 2000 году — народной артисткой Республики Марий Эл.
Ушла из жизни 18 ноября 2021 года в Йошкар-Оле.

## Актёрская деятельность
Не имея специального театрального образования, своими первыми наставниками в профессии считает заслуженных артистов РСФСР Г. М. Пушкина и М. М. Михайлову. Дебют актрисы состоялся в роли снохи в комедии А. Волкова «Артистка».
В начале творческого пути актрисе сыграла множество ролей девушек-колхозниц, активных строительниц социалистической деревни: Ольга и Нина в комедиях Н. Арбана «Кеҥеж йӱд» («Летняя ночь», 1973) и «У муро» («Новая песня», 1979) и другие.
Она сыграла ряд ролей в классическом комедийном репертуаре: Арина Пантелеймоновна (Н. Гоголь «Каче пазар» / «Женитьба», 1994), Белотелова (А. Островский «Мом кычалат, тудымак муат» / «За чем пойдешь, то и найдёшь», 2000), хозяйка (А. Кицберг «Ургызо Ыкх» / «Портной Ыкх», 1993) и другие.
Большое место в её творчестве занимают образы в произведениях современных драматургов: Зоя (Н. Семёнова «Коҥга пайрем» / «Печка на колесе», 1987), Света (Б. Аппаев «Еҥгаватылан шыналык» / «Как похищают красавиц», 1990), Ага (А. Пудин «Пыжаш» / «Очаг», 1990), Начи (Э. Рисклакки «Полдалге» / «Безобразная Эльза», 1998), Мокеевна (В. Гуркин «Кнагари-тывырдык» / «Прибайкальская кадриль», 1998) и другие.
Известны такие её роли в пьесах марийских драматургов как Алла (Н. Арбан «Тулар ден тулаче» / «Сват и сваха», 1983), Пекла (М. Рыбаков «Томаша» / «Суета», 1985), Найош (М. Рыбаков «Тӱрлемӱдыр» / «Кружевница», 1991), Наставий (Л. Яндаков «Йӧратымаш? Йӧратымаш! Йӧратымаш…» / «Любовь? Любовь! Любовь…», 2000) и др.
В ролях классического национального репертуара актриса создала яркие сценические образы, такие как Сапани и Нина (М. Шкетан «Мыскара кас» / «Вечер комедии», 1978), Тарля (В. Пектеев, Ю.Байгуза «Окса тул» / «Блеск монет», 1994), Эчан вате (С. Николаев «Салика», 1998), Нени кува (М. Шкетан «Ачийжат-авийжат!..» / «Эх, родители!..», 1998).
Также ей создан ряд глубоких драматических образов: Анна (М. Горький «Васса Железнова», 1976), Гонерилья (В. Шекспир «Лир кугыжа» / «Король Лир», 1984), Варвара (В. Распутин «Пытартыш кече» / «Последний срок», 1987), мать Йоукахалайнена («Калевала», 1997) и др. Среди ролей этого плана особо следует отметить роль молдавской крестьянки Марии в драме И. Друцэ «Илыш сескем» («Святая святых», 1982).
Благодаря вокальным данным и сценическому обаянию участвовала как в музыкальных спектаклях, так и в концертных программах театра.

## Основные роли
Список основных ролей О. Ф. Харитоновой:
- Сноха («Артистка», А. Волков)
- Ольга, Нина («Кеҥеж йÿд», «У муро», Н. Арбан)
- Арина Пантелеймоновна («Каче пазар» / Женитьба», Н. Гоголь, 1994)
- Белотелова («Мом кычалат, тудымак муат» / «За чем пойдёшь, то и найдёшь», А. Островский, 2000)
- Анна («Васса Железнова», М. Горький)
- Алла (Н. Арбан «Тулар ден тулаче» / «Сват и сваха», Н. Арбан, 1983)
- Пекла («Томаша» / «Суета», М. Рыбаков, 1985)
- Найош («Тӱрлемӱдыр» / «Кружевница», М. Рыбаков, 1991)
- Наставий («Йöратымаш? Йöратымаш! Йöратымаш...», Л. Яндаков)
- Генерилья («Король Лир», У. Шекспир)
- Варвара («Пытартыш кече» / «Последний срок», В. Распутин, 1987)
- Сапани и Нина («Мыскара кас» / «Вечер комедии», М. Шкетан, 1978)
- Нени кува («Ачийжат-авийжат!..» / «Эх, родители!..», М. Шкетан, 1998)
- Тарля («Окса тул» / «Блеск монет», В. Пектеев, Ю. Байгуза, 1994)
- Эчан вате («Салика», С. Николаев)
- Мать «Йоукахайнена (Калевала»)
- Мария («Илыш сескем» / «Святая святых», И. Друцэ, 1982)
- Хозяйка («Ургызо Ыкх» / «Портной Ыкх», А. Кицберг, 1993)
- Зоя («Коҥга пайрем» / «Печка на колесе», Н. Семёнова, 1987)
- Света («Еҥгаватылан шыналык» / «Как похищают красавиц», Б. Аппаев, 1990)
- Ага («Пыжаш» / «Очаг», А. Пудин, 1990)
- Начи («Полдалге» / «Безобразная Эльза», Э. Рислакки, 1998)
- Мокеевна («Кнагари-тывырдык» / «Прибайкальская кадриль», В. Гуркин, 1998)

## Признание
- Народная артистка Республики Марий Эл (2000)[2][3]
- Заслуженная артистка Республики Марий Эл (1995)[2][3]